# Zoltán Báthory (Musiker)

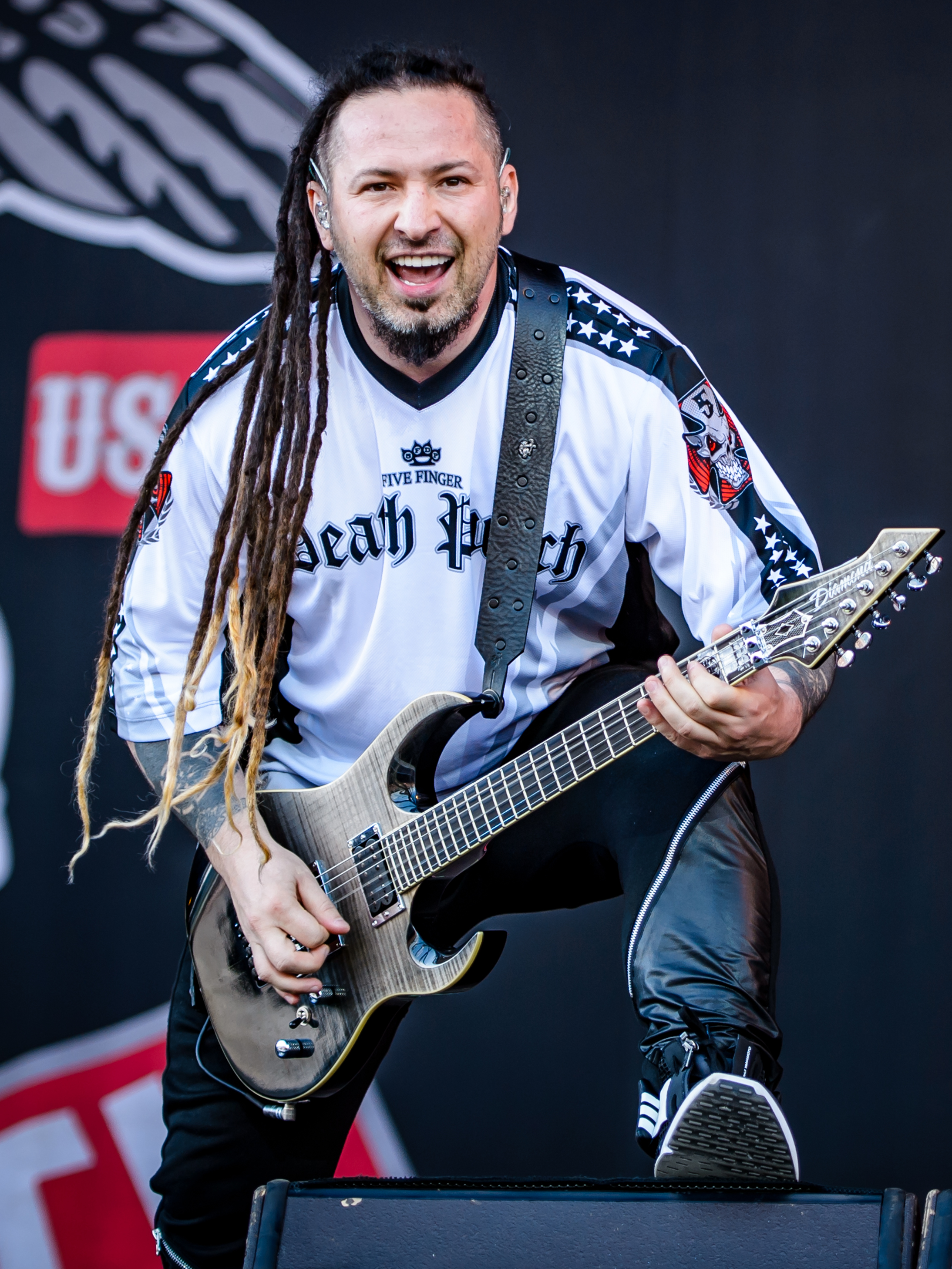
Zoltán Báthory (2017)

Zoltán Báthory (* 1978) ist ein ungarischer Musiker und Kampfsportler. Er ist der Gründer, Rhythmusgitarrist und Songschreiber der Band Five Finger Death Punch und gewann im Jahre 2010 den Golden God Award vom Metal-Hammer-Magazin.

## Karriere
Im Jahre 2004 trat Zoltán Báthory der Band U:P:O bei und ersetzte den Bassisten Ben Shirley. Er verließ die Band im Jahre 2005, wechselte zur Gitarre und gründete die Band Five Finger Death Punch. Sie wurde vom Label The Firm unter Vertrag genommen. Five Finger Death Punch nahmen ihr Debüt-Album im Jahr 2006 mit den Tontechnikern Steve Bruno und Mike Sarkisyan auf, gemischt wurde es von Soulfly/Machine-Head-Gitarrist Logan Mader. The Way of the Fist wurde am 31. Juli 2007 veröffentlicht. Die selbst produzierte Aufnahme verkaufte sich 600.000-mal in den Vereinigten Staaten und ergaben drei Top-10-Singles. Das folgende Album War Is the Answer erschien am 22. September 2009 bei Prospect Park Records. Die Aufnahme debütierte auf Platz 7 in der Billboard 200 und alle vier Singles auf dem Album machten es zum Top 10 in den Mainstream Rock Charts. War is the Answer stand auf Billboards Top 100 für über 92 Wochen, was ein Rekord war, und verkaufte sich über 1000.000-mal. Die dritte Aufnahme American Capitalist war noch erfolgreicher, debütierte auf Platz 3 auf der Billboard 200, hat drei weitere Top-10-Singles und ermöglichte hiermit Gold-Status im selben Jahr. 

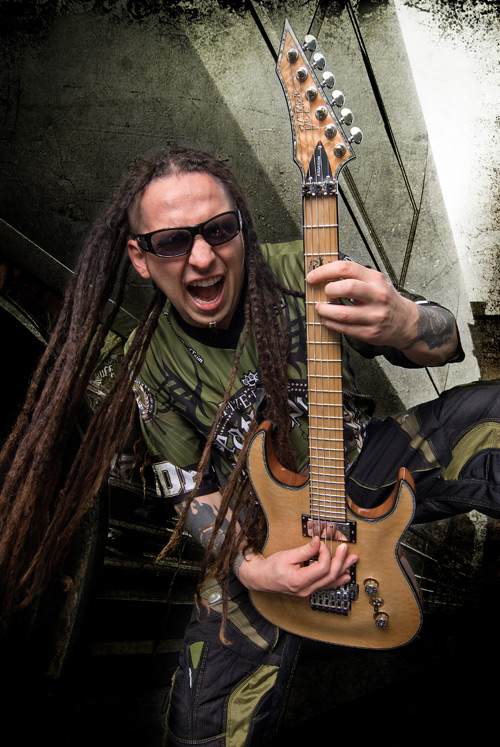
Zoltán Báthory (2010)

Im Jahr 2013 veröffentlichten Five Finger Death Punch ein Doppel-Studio-Album The Wrong Side of Heaven and the Righteius Side of Hell, Volume 2. Innerhalb von drei Monaten erreichte es Platz 2 in den Billboard-200-Charts. Volume 1 enthält Gastauftritte von Rob Halford von Judas Priest, Maria Brink von In This Moment, tech n9ne, Jamey Jasta von Hatebreed und Max Cavalera von Sepultura und Soulfly. Báthory gewann den „Best Shredder“ Award am Metal Hammer Golden Gods Awards 2010. Dieser war der dritte Golden-God-Preis. Die Band erhielt bereits 2009 den „Best New Artist“ und 2010 den „Breakthrough Artist“. 
Im Jahr 2013 war Five Finger Death Punch nominiert und gewann einen Golden God Award für den Song des Jahres mit Lift Me Up, der Nummer eins Mainstream Rock Hit mit Rob Halford von Judas Priest. Gastsänger Halford und Rob Zombie unterstützten die Band bei den Golden Gods Award.

### Equipment
Im Jahr 2009 lancierte B.C. Rich drei Zoltan-Bathory-Artist-Signatur-Gitarren: Bathory – Assassin. Báthory verwendet Dunlop-Hartkern-Saiten.
Im November 2014 wurde bekanntgegeben, dass der amerikanische Gitarrenhersteller DBZ Guitars zusammen mit Báthory die erste Diamond-Signature-Gitarre veröffentlichen wolle. Obwohl Báthory erst zu dieser Zeit zu Diamond/DBZ-Gitarren wechselte, behauptete das Unternehmen, es habe bereits eine längere Zusammenarbeit bestanden, da Báthory seit zehn Jahren dessen Verstärker genutzt habe.

## Soziales Engagement
Five Finger Death Punch spielte mehrere Militär-Benefiz-Konzerte, besuchte Militärbasen rund um die Welt und führte Spendenkampagnen für Veteranen durch, die unter Schädel-Hirn-Trauma (SHT) und Posttraumatischer Belastungsstörung (PTBS) leiden.
Im Jahr 2014 sammelte Five Finger Death Punch Spenden über 225.000 US-Dollar. Die Band verwendete ihr neuestes Musikvideo für die letzte Single Wrong Side of Heaven, stellte dies in den Mittelpunkt und veröffentlichte die Website 5fdp4Vets.com. Des Weiteren verkauften sie ein Trikot, das von Báthory auf Indiegogo designed wurde. Der Erlös ging an Organisationen, die das Bewusstsein für PTBS erhöhen.
Báthory wurde gewählt als Vorsitzender für die Entwicklung bei The Home Deployment Project in Las Vegas, das Kriegsveteranen unterstützt, die unter PTBS, SHT und dauerhafter Obdachlosigkeit leiden.

## Privates
Privat ist Báthory Martial-Arts-, Judo- und Brazilian-Jiu-jitsu-Sportler, bekannt aus Martial-Arts-Zeitschriften. Er ist im Gracie Humaita Competition Team mit Professor Amilcar Cipili (4. Grad) und 7. Grad Schwarzgürtel Royler Gracie.
Báthory gewann die Silbermedaille bei den Abu Dhabi Pro Jiu Jitsu World Trials und erreichte den 3. Platz bei den North American Grappling Championships 2012 in seiner Kategorie. 
Er ist einer der zivilen Zertifizierten L1 Modern Army Combatives Instructor der US Army – Close Quarter Combat. Báthory praktiziert außerdem Wing Chun Kung-Fu unter der weltbekannten Sifu Randy Williams C.R.C. Academy, als auch Guerilla-Jiu-Jitsu unter Professor John Simeons III. 
Im Jahr 2014 trat Báthory dem Monster Jam Free Style World Champion Jimmy Creten's Monster Truck Racing Team 2Xtreme Racing bei, als ihr Fahrer hinter dem Steuer des neuen „Knucklehead“-Trucks. Báthorys professionelles Debüt fand bei der WGAS Motorsport Flip Fest Monster Truck and Motocross Show in Kalifornien statt. Báthory war Fahrer auf der Florida's-EastBay-Rennstrecke, Kansas City Speedway, Newfoundland Raceway in Kanada und trat beim Monster Jam Finals in Las Vegas 2015 auf.